# Wick St. Lawrence
Wick St. Lawrence – wieś w Anglii, w hrabstwie ceremonialnym Somerset, w dystrykcie (unitary authority) North Somerset. Leży 25 km na zachód od miasta Bristol i 194 km na zachód od Londynu. W 2001 miejscowość liczyła 1296 mieszkańców.